# Pearl (桃井はるこのアルバム)
「pearl」（パール）は、桃井はるこの16枚目のオリジナルアルバム。 2018年8月8日にtokyo toricoレーベルから発売された。
帯文句は「シンガーソングライターで声優桃井はるこの移籍3rdアルバム」。

## 概要
「pearl」の題は、普段は奥底に秘めている貴重なものという意味を込めて名付けられている。
新曲六曲と、『純愛マリオネット』『星空ダンシング』の両シングル作品として発表された四曲とからなり、桃井はるこがハマっている競馬、インターネット、80年代、秋葉原、世界に広がるオタク文化などを主題とする歌詞で、疾走感のあるロックが多い一方、どばとのようなフォークソングも収録されている。曲調としては、80年代、90年代の楽曲を意識して、全体に高いキー（調）の曲が多い。
ジャケットはこれまでのものと違い、シックなモノクロ調に統一され、変化していく東京・秋葉原に重ねた過渡期の自分を表現している。

## 収録曲
1. 404 -Not found-
作詞・作曲：桃井はるこ 編曲：Haraddy
2. Paradise Derby
作詞・作曲：桃井はるこ 編曲：Haraddy
3. Mr. Silence
作詞・作曲：桃井はるこ 編曲：Haraddy
4. Paradise Shift+
作詞・作曲：桃井はるこ 編曲：奥山アキラ
5. DIARY
作詞・作曲：桃井はるこ 編曲：Haraddy
6. Back to the 80's
作詞・作曲：桃井はるこ 編曲：Haraddy
7. どばと
作詞・作曲：桃井はるこ 編曲：Haraddy
8. D・I・Y ～キミ色に染めて～
作詞・作曲：桃井はるこ 編曲：馬場一嘉
9. 純愛マリオネット
作詞・作曲：桃井はるこ 編曲：Haraddy
TV番組「アニカル部!」冒頭主題歌
10. 星空ダンシング
作詞・作曲：桃井はるこ 編曲：奥山アキラ

## 解説
404 -Not found-
近年再開発で様々なものが消えていく東京の風景など様々な意味を込めた「さよならも言えずに去った君」とHTTP 404をかけたハードロック。
Paradise Derby
アルバム制作数年前からのめり込む趣味となった競馬を主題とした曲。
Mr. Silence
16ビート調のラブソング。
Paradise Shift+
ショートカットキーによるOSの再起動といつもやめてはやり直す再起動の毎日をパラダイスと肯定した曲。
DIARY
日記帳を擬人化して表現した少女趣味的な表現の歌詞で、『あんぎゃ 〜モモーイ世界の旅〜』に多い優しい声での歌唱。
Back to the 80's
1980年代を回顧しつつ、やっぱり現代（イマ）がいいと未来を見直すギターポップ。

## ライブ
アルバム発売に先行してワンマンライブ「Momoi Haruko LIVE 2018 A Day In The Paradise」の開催が発表され、『pearl』の発売はライブの僅か四日前であった。さらに、発売翌々日からコミックマーケット94が開催され、ライブはその最終日に当たったことから、自身オタクであり、ファンにもオタクが多い桃井はるこのライブの現場へはコミケから直接駆けつける者も多く、いささか強行軍の展開となった。